# Yingaresca fulvonigra
Yingaresca fulvonigra là một loài bọ cánh cứng trong họ Chrysomelidae. Loài này được Faimaire miêu tả khoa học năm 1884.